# Добра Вода (Бенковац)
Добра Вода је насељено мјесто у Равним Котарима, у сјеверној Далмацији. Припада граду Бенковцу, у Задарској жупанији, Република Хрватска.

## Географија
Налази се 15 км јужно од Бенковца.

## Становништво
Према попису из 1991. године, насеље Добра Вода је имало 171 становника, од чега су били 168 Хрвата. Насеље је етнички хомогено; по попису из 2001. године, свих 114 становника су хрватске националности. Добра Вода је према попису становништва из 2011. године имала 113 становника.
| Демографија | Демографија | Демографија |
| Година      | Становника  | Становника  |
| ----------- | ----------- | ----------- |
| 1961.       | 201         |             |
| 1971.       | 197         |             |
| 1981.       | 198         |             |
| 1991.       | 171         |             |
| 2001.       | 114         |             |
| 2011.       |             | 113         |